# Daniel Island, Nunavut
Daniel Island är en ö i Kanada.   Den ligger i territoriet Nunavut, i den östra delen av landet, 2 000 km norr om huvudstaden Ottawa. Arean är 5,2 kvadratkilometer.
Terrängen på Daniel Island är lite kuperad. Öns högsta punkt är 311 meter över havet. Den sträcker sig 2,6 kilometer i nord-sydlig riktning, och 4,4 kilometer i öst-västlig riktning.
Trakten runt Daniel Island består i huvudsak av gräsmarker. Trakten runt Daniel Island är nära nog obefolkad, med mindre än två invånare per kvadratkilometer.